# Poveste din Tokyo
Poveste din Tokyo (în japoneză 東京物語, Tōkyō Monogatari) este un film dramatic japonez din 1953. Regizat de Yasujirō Ozu, lungmetrajul îi are în rolurile principale pe Chishū Ryū și Chieko Higashiyama⁠(d). Filmul prezintă povestea unor bătrâni sosiți în Tokyo pentru a-și vizita copiii. Nu a devenit cunoscut la nivel internațional la scurt timp după lansare și a fost considerat „mult prea japonez” pentru comercializare în străinătate. A fost prezentat la Londra în 1957, câștigând trofeul Sutherland⁠(d) în anul următor, și a primit recenzii pozitive din partea criticilor de film americani după proiectarea sa în New York în 1972.
Poveste din Tokyo este considerat capodopera lui Ozu și unul dintre cele mai bune filme din istoria cinematografiei. A fost selectat al treilea cel mai bun film din toate timpurile conform unui sondaj organizat printre regizori de revista Sight and Sound⁠(d) în 2012.

## Rezumat
Shūkichi și Tomi Hirayama locuiesc în Onomichi, oraș din vestul Japoniei, împreună cu fiica lor, Kyōko, o învățătoare. Cei doi au cinci copii, însă doar patru dintre aceștia sunt în viață. Cuplul călătorește la Tokyo pentru a-și vizita fiul, fiica și nora văduvă.
Primul fiu al familiei, Kōichi, este medic într-o mică clinică privată din suburbiile metropolei Tokyo, iar fiica lor, Shige, este proprietara unui salon de înfrumusețare. Aceștia sunt foarte ocupați și nu au timp pentru părinții lor. Numai Shōji, văduva fiului lor, Shōji, dispărut în misiune și declarat mort in absentia⁠(d) în timpul Războiului din Pacific, încearcă să petreacă cât mai mult timp alături de cei doi. Deși este ocupată la serviciu, acesta își ia concediu și îi însoțește într-un tur al capitalei.
Simțindu-se vinovați că nu au timp pentru propriii lor părinți, Kōichi și Shige îi trimit într-un sejur la izvoarele termale din Atami, însă deci să plece, deoarece viața de noapte din stațiune le tulbură somnul. De asemenea, Tomi suferă de amețeli inexplicabile. Odată întorși în casa fiicei lor, Shige le spune că organizează o întâlnire în camera lor și nu mai pot dormi acolo la noapte. Tomi  este găzduită de Noriko, iar bătrâna o sfătuiește cu căldură să nu rămână singură toată viață și să se recăsătorească. În același timp, Shūkichi se îmbată alături de niște prieteni vechi din Onomichi. Un polițist îl aduce pe Shūkichi la salon lui Shige, iar acesta este revoltată de faptul că tatăl său recade în patima alcoolului.
Cuplul remarcă schimbările suferite de copiii lor și decid să plece spre casă mai devreme decât era planificat, intenționând să-l vadă pe Keizō, mezinul familiei, în Osaka. După îmbarcare însă, starea lui Tomi se înrăutățește, iar aceștia rămân în localitate până a doua zi. Odată reveniți acasă, Tomi se îmbolnăvește grav. Kōichi, Shige și Noriko pornesc în grabă spre Onomichi, iar bătrâna moarte la scurt timp după sosirea lor. Keizō ajunge mult prea târziu, fiind ocupat cu afaceri de serviciu.
După înmormântare, Kōichi, Shige și Keizō pleacă în grabă spre casă, dar Noriko rămâne. În același timp, Kyōko critică egoismul fraților săi și faptul că nu-i interesează de soarta propriului lor tată. De asemenea, este deranjată că Shige a cerut hainele mamei sale atât de repede. Noriko îi spune că, deși îi înțelege dezamăgirea, fiecare are propria viață, iar răcirea relației dintre părinți și copiii lor este inevitabilă. Aceasta o convinge pe Kyōko să nu fie prea dură cu frații săi, deoarece va înțelege într-o zi cât de greu este să-ți dedici timpul altei persoane.
După ce Kyōko pleacă la școală, Noriko îl informează pe socrul ei că trebuie să revină în Tokyo în acea după-amiază. Shūkichi îi spune că i-a tratat mai bine decât copiii lor, deși nu le este rudă de sânge. Noriko îi dezvăluie că a fost egoistă și nu s-a gândit întotdeauna la soțul ei dispărut. Shūkichi îi oferă ceasul soției sale pentru a păstra vie amintirea sa. Tânăra începe să plângă și îi mărturisește bătrânului că este măcinată de singurătate; acesta o încurajează să se recăsătorească cât mai curând posibil, deoarece își dorește ca ea să fie fericită. Noriko pleacă cu trenul spre Tokyo, în timp ce Shūkichi rămâne în casa sa, resemnat cu singurătatea pe care trebuie să o îndure.

### Arborele genealogic al familiei Hirayama

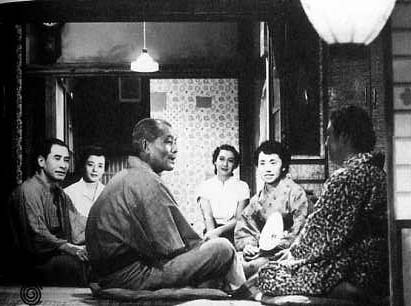
De la stânga la dreapta: Kōichi (So Yamamura), Fumiko (Kuniko Miyake), Shūkichi (Chishū Ryū), Noriko (Setsuko Hara), Shige (Haruko Sugimura) și Tomi (Chieko Higashiyama)

|  |  |                        |                        |                        |                        |                        |                        |  |  | Shūkichi (soț) | Shūkichi (soț) | Shūkichi (soț) | Shūkichi (soț) | Shūkichi (soț) | Shūkichi (soț) |  |  | Tomi (soție)           | Tomi (soție)           | Tomi (soție)           | Tomi (soție)           | Tomi (soție)           | Tomi (soție)           |  |  |                               |                               |                               |                               |                               |                               |  |  |                               |                               |                               |                               |                               |                               |  |  |               |               |               |               |               |               |  |  |                      |                      |                      |                      |                      |                      |  |  |                        |                        |                        |                        |                        |                        |  |  |  |  |
|  |  |                        |                        |                        |                        |                        |                        |  |  | Shūkichi (soț) | Shūkichi (soț) | Shūkichi (soț) | Shūkichi (soț) | Shūkichi (soț) | Shūkichi (soț) |  |  | Tomi (soție)           | Tomi (soție)           | Tomi (soție)           | Tomi (soție)           | Tomi (soție)           | Tomi (soție)           |  |  |                               |                               |                               |                               |                               |                               |  |  |                               |                               |                               |                               |                               |                               |  |  |               |               |               |               |               |               |  |  |                      |                      |                      |                      |                      |                      |  |  |                        |                        |                        |                        |                        |                        |  |  |  |  |
|  |  |                        |                        |                        |                        |                        |                        |  |  |                |                |                |                |                |                |  |  |                        |                        |                        |                        |                        |                        |  |  |                               |                               |                               |                               |                               |                               |  |  |                               |                               |                               |                               |                               |                               |  |  |               |               |               |               |               |               |  |  |                      |                      |                      |                      |                      |                      |  |  |                        |                        |                        |                        |                        |                        |  |  |  |  |
|  |  |                        |                        |                        |                        |                        |                        |  |  |                |                |                |                |                |                |  |  |                        |                        |                        |                        |                        |                        |  |  |                               |                               |                               |                               |                               |                               |  |  |                               |                               |                               |                               |                               |                               |  |  |               |               |               |               |               |               |  |  |                      |                      |                      |                      |                      |                      |  |  |                        |                        |                        |                        |                        |                        |  |  |  |  |
|  |  | Kōichi (fiul cel mare) | Kōichi (fiul cel mare) | Kōichi (fiul cel mare) | Kōichi (fiul cel mare) | Kōichi (fiul cel mare) | Kōichi (fiul cel mare) |  |  | Fumiko (nora)  | Fumiko (nora)  | Fumiko (nora)  | Fumiko (nora)  | Fumiko (nora)  | Fumiko (nora)  |  |  | Kurazō Kaneko (ginere) | Kurazō Kaneko (ginere) | Kurazō Kaneko (ginere) | Kurazō Kaneko (ginere) | Kurazō Kaneko (ginere) | Kurazō Kaneko (ginere) |  |  | Shige Kaneko (fiica cea mare) | Shige Kaneko (fiica cea mare) | Shige Kaneko (fiica cea mare) | Shige Kaneko (fiica cea mare) | Shige Kaneko (fiica cea mare) | Shige Kaneko (fiica cea mare) |  |  | Shōji (al doilea fiu) decedat | Shōji (al doilea fiu) decedat | Shōji (al doilea fiu) decedat | Shōji (al doilea fiu) decedat | Shōji (al doilea fiu) decedat | Shōji (al doilea fiu) decedat |  |  | Noriko (noră) | Noriko (noră) | Noriko (noră) | Noriko (noră) | Noriko (noră) | Noriko (noră) |  |  | Keizō (fiul cel mic) | Keizō (fiul cel mic) | Keizō (fiul cel mic) | Keizō (fiul cel mic) | Keizō (fiul cel mic) | Keizō (fiul cel mic) |  |  | Kyōko (fiica cea mică) | Kyōko (fiica cea mică) | Kyōko (fiica cea mică) | Kyōko (fiica cea mică) | Kyōko (fiica cea mică) | Kyōko (fiica cea mică) |  |  |  |  |
|  |  | Kōichi (fiul cel mare) | Kōichi (fiul cel mare) | Kōichi (fiul cel mare) | Kōichi (fiul cel mare) | Kōichi (fiul cel mare) | Kōichi (fiul cel mare) |  |  | Fumiko (nora)  | Fumiko (nora)  | Fumiko (nora)  | Fumiko (nora)  | Fumiko (nora)  | Fumiko (nora)  |  |  | Kurazō Kaneko (ginere) | Kurazō Kaneko (ginere) | Kurazō Kaneko (ginere) | Kurazō Kaneko (ginere) | Kurazō Kaneko (ginere) | Kurazō Kaneko (ginere) |  |  | Shige Kaneko (fiica cea mare) | Shige Kaneko (fiica cea mare) | Shige Kaneko (fiica cea mare) | Shige Kaneko (fiica cea mare) | Shige Kaneko (fiica cea mare) | Shige Kaneko (fiica cea mare) |  |  | Shōji (al doilea fiu) decedat | Shōji (al doilea fiu) decedat | Shōji (al doilea fiu) decedat | Shōji (al doilea fiu) decedat | Shōji (al doilea fiu) decedat | Shōji (al doilea fiu) decedat |  |  | Noriko (noră) | Noriko (noră) | Noriko (noră) | Noriko (noră) | Noriko (noră) | Noriko (noră) |  |  | Keizō (fiul cel mic) | Keizō (fiul cel mic) | Keizō (fiul cel mic) | Keizō (fiul cel mic) | Keizō (fiul cel mic) | Keizō (fiul cel mic) |  |  | Kyōko (fiica cea mică) | Kyōko (fiica cea mică) | Kyōko (fiica cea mică) | Kyōko (fiica cea mică) | Kyōko (fiica cea mică) | Kyōko (fiica cea mică) |  |  |  |  |
|  |  |                        |                        |                        |                        |                        |                        |  |  |                |                |                |                |                |                |  |  |                        |                        |                        |                        |                        |                        |  |  |                               |                               |                               |                               |                               |                               |  |  |                               |                               |                               |                               |                               |                               |  |  |               |               |               |               |               |               |  |  |                      |                      |                      |                      |                      |                      |  |  |                        |                        |                        |                        |                        |                        |  |  |  |  |
|  |  |                        |                        |                        |                        |                        |                        |  |  |                |                |                |                |                |                |  |  |                        |                        |                        |                        |                        |                        |  |  |                               |                               |                               |                               |                               |                               |  |  |                               |                               |                               |                               |                               |                               |  |  |               |               |               |               |               |               |  |  |                      |                      |                      |                      |                      |                      |  |  |                        |                        |                        |                        |                        |                        |  |  |  |  |
|  |  | Minoru (nepot)         | Minoru (nepot)         | Minoru (nepot)         | Minoru (nepot)         | Minoru (nepot)         | Minoru (nepot)         |  |  | Isamu (nepot)  | Isamu (nepot)  | Isamu (nepot)  | Isamu (nepot)  | Isamu (nepot)  | Isamu (nepot)  |  |  |                        |                        |                        |                        |                        |                        |  |  |                               |                               |                               |                               |                               |                               |  |  |                               |                               |                               |                               |                               |                               |  |  |               |               |               |               |               |               |  |  |                      |                      |                      |                      |                      |                      |  |  |                        |                        |                        |                        |                        |                        |  |  |  |  |
|  |  | Minoru (nepot)         | Minoru (nepot)         | Minoru (nepot)         | Minoru (nepot)         | Minoru (nepot)         | Minoru (nepot)         |  |  | Isamu (nepot)  | Isamu (nepot)  | Isamu (nepot)  | Isamu (nepot)  | Isamu (nepot)  | Isamu (nepot)  |  |  |                        |                        |                        |                        |                        |                        |  |  |                               |                               |                               |                               |                               |                               |  |  |                               |                               |                               |                               |                               |                               |  |  |               |               |               |               |               |               |  |  |                      |                      |                      |                      |                      |                      |  |  |                        |                        |                        |                        |                        |                        |  |  |  |  |

## Distribuție
- Chishū Ryū - Shūkichi Hirayama (平山 周吉, Hirayama Shukichi)
- Chieko Higashiyama - Tomi Hirayama (平山 とみ, Hirayama Tomi)
- Setsuko Hara - Noriko Hirayama (平山 紀子, Hirayama Noriko)
- Haruko Sugimura - Shige Kaneko (金子 志げ, Kaneko Shige)
- So Yamamura - Kōichi Hirayama (平山 幸一, Hirayama Koichi)
- Kuniko Miyake - Fumiko Hirayama (平山 文子, Hirayama Fumiko)
- Kyōko Kagawa - Kyōko Hirayama (平山 京子, Hirayama Kyoko)
- Eijirō Tōno - Sanpei Numata (沼田 三平, Numata Sanpei)
- Nobuo Nakamura - Kurazō Kaneko (金子 庫造, Kaneko Kurazo)
- Shirō Ōsaka - Keizō Hirayama (平山 敬三, Hirayama Keizo)
- Hisao Toake - Osamu Hattori (服部 修, Hattori Osamu)
- Teruko Nagaoka - Yone Hattori (服部 よね, Hattori Yone)